# Ruben Zugno
Ruben Zugno (Caltanissetta, 20 marzo 1996) è un cestista italiano.